# Kalendarium powstania warszawskiego – 22 sierpnia

## 22 sierpnia, wtorek

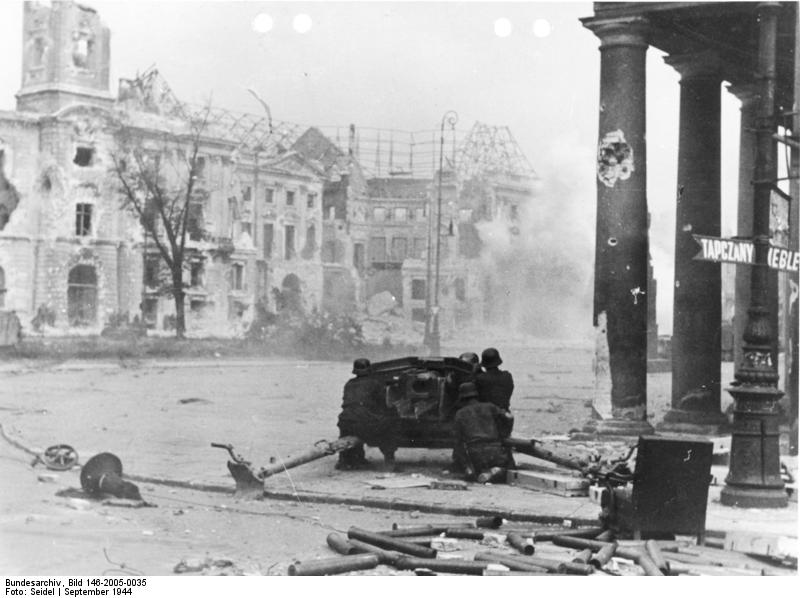
Walki na placu Teatralnym

O godz. 2.30 żoliborskie oddziały powstańcze ponownie próbowały nawiązać kontakt ze Starówką; Niemcy jednak stworzyli silną zaporę ogniową – zaskoczenie nie powiodło się. Część sił powstańczych osiągnęła linię torów kolejowych przy Dworcu Gdańskim, jednakże silny opór nieprzyjaciela zmusił oddziały Armii Krajowej do wycofania się w aleję Wojska Polskiego i na ul. Adama Mickiewicza. Takie samo natarcie, w celu połączenia sił z oddziałami żoliborskimi ruszyło ze Starego Miasta – z rejonu ulic Bonifraterskiej i Konwiktorskiej, osiągając wysokość ul. Międzyparkowej. Zupełny brak powodzenia ataku ze strony Żoliborza zmusił oddziały staromiejskie do wycofania się na pozycje wyjściowe.
Powstańcy zdobyli ważną niemiecką placówkę mieszczącą się w restauracji „Cristal” w Alejach Jerozolimskich, utrzymywali cały plac Teatralny (łącznie z Ratuszem  i klasztorem Kanoniczek), stracili natomiast ruiny Arsenału. Daremne próby Niemców zdobycia fabryki Bormanna przy ul. Srebrnej.

W nocy kilka samolotów aliantów dokonało zrzutów nad śródmieściem.
Nadająca z Moskwy radiostacja im. Tadeusza Kościuszki nadała ostatnią audycję, jednocześnie nawołując do słuchania stacji Polskiego Komitetu Wyzwolenia Narodowego – Radia Lublin, uruchomionego 10 sierpnia.
Tego dnia na Starym Mieście zginęli m.in. Bolesław Matulewicz, Jan Reutt i Stanisław Sadkowski (Stefan Czarny), żołnierze batalionu "Zośka".